# Boruto
Autre
Boruto est un manga faisant suite au manga Naruto, écrit par Ukyō Kodachi et dessiné par Mikio Ikemoto, sous la supervision de Masashi Kishimoto, l'auteur du manga Naruto, qui devient scénariste principal fin 2020. La première partie, Boruto: Naruto Next Generations (Boruto-ボルト- -Naruto next generations-, Boruto: Naruto Nekusuto Jenerēshonzu), est publiée entre 2016 et 2023 dans les magazines Weekly Shōnen Jump puis V Jump, tandis que la deuxième partie, Boruto: Two Blue Vortex (Boruto-ボルト- -Two blue vortex-, Boruto: Tsū Burū Borutekkusu), est publiée depuis 2023 dans le magazine V Jump. La série est publiée en volumes reliés par Shūeisha depuis août 2016. La version française est publiée par Kana depuis le 30 mars 2017.
Une adaptation en anime est diffusée entre le 5 avril 2017 et le 26 mars 2023 sur TV Tokyo au Japon et en simulcast une heure après la diffusion japonaise sur Anime Digital Network en VOSTFr dans les pays francophones,. En France, il est diffusé entre le 28 mai 2018 et le 17 octobre 2024 en VF sur Game One.

## Synopsis
Depuis que son père est devenu Hokage et occupe la plus haute fonction du village de Konoha, Boruto Uzumaki, fils de Naruto Uzumaki et Hinata Hyûga, vit dans l'ombre de celui-ci. Cherchant toujours à attirer l'attention de ce dernier, il a pris la ferme résolution de le surpasser. Mais la vie que mènent les ninjas de haute-volée est rythmée par les missions complexes et les entraînements rigoureux, il va d'ailleurs apprendre à ses dépens que devenir le meilleur ninja n'est pas une tâche aisée. En compagnie de Sarada Uchiwa, la fille de Sasuke Uchiwa et Sakura Haruno et de Mitsuki le fils d'Orochimaru, Boruto va dès lors découvrir l'univers des ninjas, ainsi que ses fondements.

## Personnages
L'histoire est centrée sur le personnage de Boruto Uzumaki, fils de Naruto le Hokage 7e du nom, accompagné de ses amis Sarada Uchiwa et l'énigmatique Mitsuki. Tous les trois sont sous la direction de Konoha-Maru Sarutobi, leur sensei. Le manga suit également Inojin Yamanaka, Shikadai Nara, Chôchô Akimichi qui sont sous la direction de Moegi Kazamatsuri, puis le fougueux Metal Lee qui lui est sous la direction de Udon Ise.

### Liste des équipes
| Équipe 5                                                        | Équipe 7                                                                 | Équipe 10                                                                      |
| --------------------------------------------------------------- | ------------------------------------------------------------------------ | ------------------------------------------------------------------------------ |
| Sensei : Udon Ise - Denki Kaminarimon - Metal Lee - Iwabê Yuino | Sensei : Konoha-Maru Sarutobi - Boruto Uzumaki - Sarada Uchiwa - Mitsuki | Sensei : Moegi Kazamatsuri - Inojin Yamanaka - Shikadai Nara - Chôchô Akimichi |

| Équipe 15 | Équipe 25                                                         | Équipe 40                                                        |
| --- | ----------------------------------------------------------------- | ---------------------------------------------------------------- |
| Sensei : Hanabi Hyûga - Wasabi Izuno - Sumire Kakei (qui sera remplacée par Tsubaki Kurogane) - Namida Suzumeno | Sensei : Saï Yamanaka - Hôki Taketori - Hako Kuroi - Renga Kokubô | Sensei : Ibiki Morino - Enko Onikuma - Dôshu Goetsu - Tsuru Itoi |

## Manga
Le 30 novembre 2015, Shūeisha met en place un compte à rebours annonçant la « Nouvelle Génération » de Naruto. Il est annoncé le 19 décembre 2015 la production d'un one shot dessiné par Masashi Kishimoto, ainsi qu'une série mensuelle écrite par Ukyō Kodachi et dessinée par Mikio Ikemoto, sous la supervision de Kishimoto qui sera la suite officielle de son manga. Les deux mangas sont centrés sur Boruto et la nouvelle génération de personnages,.
Le one shot de Kishimoto est publié le 25 avril 2016, tandis que la série intitulée Boruto: Naruto Next Generations (BORUTO-ボルト- -NARUTO NEXT GENERATIONS-, Boruto: Naruto Nekusuto Jenerēshonzu) est publiée mensuellement à partir du 9 mai 2016 dans le magazine Weekly Shōnen Jump. Le premier volume relié est publié le 4 août 2016. Les chapitres sont traduits en français et publiés numériquement en simultané avec le Japon par Kana, qui publie par la suite les volumes reliés à partir de mars 2017.
Le 10 juin 2019, il est annoncé dans le Weekly Shōnen Jump no 28 que la série serait dorénavant prépubliée dans le V Jump à partir du 20 juillet 2019.
En août 2023, après 20 tomes publiés, la série est renommée Boruto: Two Blue Vortex, avec une réinitialisation de la numérotation des tomes et chapitres.

### Fiche technique du manga
- Édition japonaise : Shūeisha
  - Auteur : Ukyō Kodachi (chapitres 1 à 51) et Masashi Kishimoto (depuis le chapitre 52[15])
  - Dessinateur : Mikio Ikemoto
  - Prépublication : Weekly Shōnen Jump (9 mai 2016 - 10 juin 2019) et V Jump (20 juillet 2019 - 20 avril 2023)
  - Date de première publication : 4 août 2016[ja 1]
  - Nombre de volumes sortis : 24 (en cours)
  - Format : 110 mm × 170 mm
  - Nombre de pages par volume : environ 200
- Édition francophone : Kana
  - Auteur : Masashi Kishimoto
  - Dessinateur : Mikio Ikemoto
  - Prépublication : Manga Plus
  - Date de première publication : 3 mars 2017[fr 1]
  - Nombre de volumes sortis : 22 (en cours)
  - Format : 115 mm × 180 mm
  - Nombre de pages par volume : environ 200

### Liste des arcs
Le manga Boruto: Naruto Next Generations est réparti en sept arcs différents :
- Arc Examen Chûnin (chapitres 1 à 10)
- Arc Bandits Mujina (chapitres 11 à 15)
- Arc Ao (chapitres 16 à 23)
- Arc Kawaki (chapitres 24 à 39)
- Arc Isshiki Otsutsuki (chapitres 40 à 55)
- Arc Code (chapitres 56 à 71)
- Arc Prophétie (chapitres 72 à 80)

Le manga Boruto : Two Blue Vortex (en cours) comporte deux arcs :
- Arc Retour de Boruto (chapitres 1 à 15)
- Arc Sauvetage du Kazekage 2.0  (chapitres 16 à 24)

### Liste des chapitres

#### Naruto Next Generations
| no | Japonais         | Japonais          | Français         | Français          |
| no | Date de sortie   | ISBN              | Date de sortie   | ISBN              |
| --- | ---------------- | ----------------- | ---------------- | ----------------- |
| 1 | 4 août 2016      | 978-4-08-880756-0 | 3 mars 2017      | 978-2-5050-6743-6 |
| Titre du volume : Boruto Uzumaki !! (うずまきボルト!!, Uzumaki Boruto!!) Couverture : Boruto, Sarada et Mitsuki au premier plan.Liste des chapitres : - Chapitre 1 : Boruto Uzumaki !! (うずまきボルト!!, Uzumaki Boruto!!) - Chapitre 2 : L'entraînement commence !! (修業開始!!, Shugyō kaishi!!) - Chapitre 3 : L'Examen de sélection des ninjas de moyenne classe !! (中忍試験開始!!, Chūnin shiken kaishi!!) - Naruto Gaiden : Le Chemin éclairé par la pleine lune (NARUTO−ナルト−外伝 ～満ちた月が照らす道～, Naruto Gaiden: Michita tsuki ga terasu michi) |                  |                   |                  |                   |
| Le monde vit en paix depuis la fin de la 4e Guerre Ninja. Boruto est le fils de Naruto Uzumaki, le héros de la guerre est désormais le 7e Hokage. Le jeune Boruto est déçu de voir que son père soit toujours occupé par son travail. Alors que l'examen chûnin approche, Boruto demande à un ninja célèbre d'être son professeur : il s'agit de Sasuke Uchiwa. |                  |                   |                  |                   |
| 2 | 2 décembre 2016  | 978-4-08-880827-7 | 3 juillet 2017   | 978-2-5050-6872-3 |
| Titre du volume : Le Vieux Schnock !! (クソオヤジ…!!, Kuso oyaji…!!) Couverture : Boruto et Naruto au premier plan. Momoshiki en arrière-plan.Liste des chapitres : - Chapitre 4 : Le Vieux Schnock !! (クソオヤジ…!!, Kuso oyaji…!!) - Chapitre 5 : Momoshiki et Kinshiki !! (モモシキとキンシキ!!, Momoshiki to Kinshiki!!) - Chapitre 6 : L'Idiot (ウスラトンカチ, Usuratonkachi) - Chapitre 7 : Choc extrême… !! (激突…!!, Gekitotsu…!!) |                  |                   |                  |                   |
| Momoshiki et Kinshiki Ôtsutsuki, deux membres du clan de Kaguya perturbent l'examen. Leur but : Kyûbi à l'intérieur de Naruto. |                  |                   |                  |                   |
| 3 | 2 mai 2017       | 978-4-08-881078-2 | 3 novembre 2017  | 978-2-5050-7097-9 |
| Titre du volume : C'est mon histoire !! (オレの物語…!!, Ore no monogatari…!!) Couverture : Boruto, Sarada et Mitsuki au premier plan.Liste des chapitres : - Chapitre 8 : Ce sera à toi de jouer (お前がやるんだ, Omae ga yarunda) - Chapitre 9 : Tu es vraiment comme… (まるでお前は, Marude omae wa) - Chapitre 10 : C'est mon histoire !! (オレの物語…!!, Ore no monogatari…!!) - Chapitre 11 : Une nouvelle mission !! (新たな任務!!, Aratana ninmu!!) |                  |                   |                  |                   |
| Avec l'aide de Naruto et Sasuke, Boruto parvient à vaincre Momoshiki avec un orbe tourbillonnant gigantesque. Il devient un héros mondial mais reste troublé par les paroles que lui a dites Momoshiki avant de disparaître. Peu après, il reprend le cours normal de sa vie quand son professeur Konoha-Maru lui donne une mission : escorter Tentô, un petit garçon riche et vantard qui n'est autre que le fils du Seigneur Féodal du Pays du Feu. |                  |                   |                  |                   |
| 4 | 2 novembre 2017  | 978-4-08-881227-4 | 2 mars 2018      | 978-2-5050-7169-3 |
| Titre du volume : La Valeur de l'atout !! (切り札の価値!!, Kirifuda no kachi!!) Couverture : Boruto au premier plan. Sasuke en arrière-plan.Liste des chapitres : - Chapitre 12 : Les Amis (友達…!!, Tomodachi…!!) - Chapitre 13 : La Valeur de l'atout !! (切り札の価値!!, Kirifuda no kachi!!) - Chapitre 14 : L'Esprit d'équipe !! (チームワーク…!!, Chimuwaaku…!!) - Chapitre 15 : Le Soutien de l'ombre !! (支う影…!!, Kau kage…!!) |                  |                   |                  |                   |
| Boruto se lie d'amitié avec Tentô. Cependant il se fait enlever par un gang qui reliera Konoha à quelque chose qui dépasse son entendement… |                  |                   |                  |                   |
| 5 | 2 mai 2018       | 978-4-08-881413-1 | 7 septembre 2018 | 978-2-5050-7224-9 |
| Titre du volume : Ao (青, Ao) Couverture : Boruto (tenue bleu) au premier plan.Liste des chapitres : - Chapitre 16 : Le Réceptacle (器, Utsuwa) - Chapitre 17 : Ao (青, Ao) - Chapitre 18 : Le Bras (手, Te) - Chapitre 19 : Les Marionnettes (人形, Ningyō) |                  |                   |                  |                   |
| 6 | 4 octobre 2018   | 978-4-08-881656-2 | 5 avril 2019     | 978-2-5050-7271-3 |
| Titre du volume : Kâma (楔, Kāma) Couverture : Boruto au premier plan. Ao et Koji au second plan.Liste des chapitres : - Chapitre 20 : Les Outils scientifiques ninjas (科学忍具, Kagaku ningu) - Chapitre 21 : La Manière de les utiliser (使い方, Tsukaikata) - Chapitre 22 : L'Issue de l'affrontement ! (激闘決着!, Gekitō ketchaku!) - Chapitre 23 : Kâma (楔, Kāma) |                  |                   |                  |                   |
| 7 | 4 février 2019   | 978-4-08-881722-4 | 6 septembre 2019 | 978-2-5050-7442-7 |
| Titre du volume : Kawaki (カワキ, Kawaki) Couverture : Kawaki au premier plan.Liste des chapitres : - Chapitre 24 : Kawaki (カワキ, Kawaki) - Chapitre 25 : Résonance (共鳴, Kyōmei) - Chapitre 26 : Le Cadeau (贈り物, Okurimono) - Chapitre 27 : Échec des négociations !! (交渉決裂…!!, Kōshō ketsuretsu…!!) |                  |                   |                  |                   |
| 8 | 4 juin 2019      | 978-4-08-881865-8 | 28 février 2020  | 978-2-5050-7865-4 |
| Titre du volume : Monstre… !! (怪物…!!, Bakemono…!!) Couverture : Delta et Naruto au premier plan.Liste des chapitres : - Chapitre 28 : Les Fleurs (花, Hana) - Chapitre 29 : Le Multiclonage (影分身の術, Kage bunshin no jutsu) - Chapitre 30 : Confrontation ! (対峙!!, Taiji!!) - Chapitre 31 : Monstre… !! (怪物…!!, Bakemon…!!) |                  |                   |                  |                   |
| 9 | 4 octobre 2019   | 978-4-08-882081-1 | 10 juillet 2020  | 978-2-5050-8067-1 |
| Titre du volume : Ça ne dépendra que de toi ! (お前次第, Omae shidai) Couverture : Boruto et Kawaki au premier plan.Liste des chapitres : - Chapitre 32 : La Dette (義理, Giri) - Chapitre 33 : Dépasser les limites !! (限界突破…!!, Genkai toppa…!!) - Chapitre 34 : Entraînement !! (修業!!, Shugyō!!) - Chapitre 35 : Ça ne dépendra que de toi ! (お前次第, Omae shidai) |                  |                   |                  |                   |
| 10 | 4 janvier 2020   | 978-4-08-882193-1 | 6 novembre 2020  | 978-2-5050-8362-7 |
| Titre du volume : Le Type qui craint (ヤバイ野郎, Yabai yarō) Couverture : Naruto et Sasuke au premier plan. Jigen au second plan.Liste des chapitres : - Chapitre 36 : Attaque soudaine ! (急襲…!!, Kyūshū…!!) - Chapitre 37 : Combattre ensemble !! (共闘!!, Kyōtō!!) - Chapitre 38 : Le Type qui craint (ヤバイ野郎, Yabai yarō) - Chapitre 39 : La Preuve (証明, Shōmei) |                  |                   |                  |                   |
| 11 | 13 mai 2020      | 978-4-08-882290-7 | 19 février 2021  | 978-2-5050-8667-3 |
| Titre du volume : La Nouvelle Équipe n° 7 (新生第七班, Shinsei dainanahan) Couverture : Kawaki, Sarada, Boruto et Mitsuki au premier plan.Liste des chapitres : - Chapitre 40 : La Technique invisible (見えざる術, Miezaru jutsu) - Chapitre 41 : La Nouvelle Équipe n° 7 (新生第七班, Shinsei dainanahan) - Chapitre 42 : La Régénération (再生, Saisei) - Chapitre 43 : L'Apparition !! (顕現…!!, Kengen…!!) |                  |                   |                  |                   |
| Naruto est scellé par Jigen et Sasuke est gravement blessé l'équipe 7 et Kawaki part pour secourir Naruto mais un des membres de Kara les empêche. Le combat commence entre l'équipe 7 et le membre de Kara pour sauver Naruto : qui en sortira vainqueur ? |                  |                   |                  |                   |
| 12 | 4 septembre 2020 | 978-4-08-882412-3 | 27 août 2021     | 978-2-5050-8672-7 |
| Titre du volume : L'Identité (正体, Shōtai) Couverture : Boruto au premier plan.Liste des chapitres : - Chapitre 44 : Amado (アマド, Amado) - Chapitre 45 : L'Asile (亡命, Bōmei) - Chapitre 46 : L'Identité (正体, Shōtai) - Chapitre 47 : La Destinée (宿命, Shukumei) |                  |                   |                  |                   |
| De retour au village après de violents affrontements et Boruto et ses amis sont de retour au village et Naruto qui été secouru se réveille Amado trahis Jigen et part à Konoha. Il prend Shikadai en otage et demande à parler à Shiru il demande l'asile à Konoha et donne des informations sur les Otsutsukis et le kâma il explique que les Otsutsukis sont des extraterrestres qui dévorent la vie des plantes grâce un arbre divin qui pour de prend l'énergie de la planète pour donner un fruit qu'il mange et explique que le kâma est un dossier de sauvage de Otsutsukis avec ceci un Otsutsuki peut ressusciter via son réceptacle et s'il avait appose d'autres kâma ceux-là disparaissent pour que l'Otsutsuki n'ait pas d'autre copie c'est la règle du kâma et pendant ce temps Jigen combat un membre de Kara qui l'a trahi[incompréhensible]. |                  |                   |                  |                   |
| 13 | 4 janvier 2021   | 978-4-08-882537-3 | 18 mars 2022     | 978-2-5051-1060-6 |
| Titre du volume : Le Sacrifice (生贄, Ikenie)Liste des chapitres : - Chapitre 48 : Le Pion abandonné !! (タイムリミット…!!, Taimu rimitto…!!) - Chapitre 49 : La Résolution (覚悟, Kakugo) - Chapitre 50 : Son utilité (利用価値, Riyō kachi) - Chapitre 51 : Le Sacrifice (生贄, Ikenie) |                  |                   |                  |                   |
| Le combat entre Jigen et Kashin Koji continue pendant la bataille Kashin Koji brûle le corps de Jigen et Isshiki qui ressuscite dans le corps de Jigen et bat Kashin Koji facilement et s'en prend au village. Boruto utilise le pouvoir de son kâma pour transporter Isshiki dans une autre dimension pour protéger les villageois Naruto et Sasuke le combat mais Isshiki est trop fort pour battre leurs ennemis. Kurama dit à Naruto d'utiliser une technique qui consumera sa vie en échange de la puissance cette technique est le baryon mode qui gagnera ce combat ? |                  |                   |                  |                   |
| 14 | 30 avril 2021    | 978-4-08-882645-5 | 19 août 2022     | 978-2-5051-1145-0 |
| Titre du volume : L'Héritage (受け継ぐもの, Uketsugu mono)Liste des chapitres : - Chapitre 52 : Mode baryon (重粒子モード, Barion mōdo) - Chapitre 53 : C'est ça, la réalité (これが現実, Kore ga genjitsu) - Chapitre 54 : Frère (兄弟, Kyōdai) - Chapitre 55 : L'Héritage (受け継ぐもの, Uketsugu mono) |                  |                   |                  |                   |
| Après la bataille contre Isshiki, Momoshiki prend le contrôle de Boruto et transperce le rinnegan de Sasuke Kurama dit à Naruto que le baryon mode consomme sa vie et non celle de Naruto et dit au revoir à Naruto, et meurt. Boruto est toujours sous le contrôle de Momoshiki. Kawaki se brûle pour permettre à Momoshiki d'aspirer son chakra et permettre à Boruto de reprendre le contrôle après le danger écarté, tout le monde rentre au village mais Isshiki dit à Code de le succéder et de devenir le Dieu Otsutsuki et d'accomplir sa volonté. |                  |                   |                  |                   |
| 15 | 3 septembre 2021 | 978-4-08-882774-2 | 10 novembre 2022 | 978-2-5051-1251-8 |
| Titre du volume : Tout est question d'usage (馬鹿と鋏とクソ野郎, Baka to Hasami to Kuso Yarō)Liste des chapitres : - Chapitre 56 : Code (コード, Kōdo) - Chapitre 57 : Ada (エイダ, Eida) - Chapitre 58 : Tout est question d'usage (馬鹿と鋏とクソ野郎, Baka to Hasami to Kuso Yarō) - Chapitre 59 : Le Chevalier (騎士, Naito) |                  |                   |                  |                   |
| 16 | 4 janvier 2022   | 978-4-08-882893-0 | 10 février 2023  | 978-2-5051-1392-8 |
| Titre du volume : Folie (狂気, Kyōki)Liste des chapitres : - Chapitre 60 : Avoir sa place (居場所, Ibasho) - Chapitre 61 : Folie (狂気, Kyōki) - Chapitre 62 : Rencontre fortuite (邂逅, Kaikō) - Chapitre 63 : On ne discute pas (問答無用, Mondōmuyō) |                  |                   |                  |                   |
| 17 | 2 mai 2022       | 978-4-08-883112-1 | 25 août 2023     | 978-2-5051-1664-6 |
| Titre du volume : La Fêlure (亀裂, Kiretsu)Liste des chapitres : - Chapitre 64 : Domination (支配, Kontorōru) - Chapitre 65 : La Force (楔, Chikara) - Chapitre 66 : Tuer ou se faire tuer (ヤるかヤラレるか, Yaru ka Yarareruka) - Chapitre 67 : La Fêlure (亀裂, Kiretsu) |                  |                   |                  |                   |
| 18 | 2 septembre 2022 | 978-4-08-883247-0 | 24 novembre 2023 | 978-2-5051-1743-8 |
| Titre du volume : Le Gêneur (邪魔者, Jamamono)Liste des chapitres : - Chapitre 68 : Trace (痕, Ato) - Chapitre 69 : Captivés (虜, Toriko) - Chapitre 70 : Du fond du cœur (心の底から, Kokoro no Soko Kara) - Chapitre 71 : Le Gêneur (邪魔者, Jamamono) |                  |                   |                  |                   |
| 19 | 3 février 2023   | 978-4-08-883382-8 | 29 mars 2024     | 978-2-5051-1851-0 |
| Titre du volume : Le Domaine de dieu (神の領域, Kami no Ryōiki)Liste des chapitres : - Chapitre 72 : Petit et pratique (小さくて、便利, Chīsakute, Benri) - Chapitre 73 : Une mission particulière (特別な任務, Tokubetsu na Ninmu) - Chapitre 74 : Le Baptême (洗礼, Senrei) - Chapitre 75 : Le Domaine de dieu (神の領域, Kami no Ryōiki) |                  |                   |                  |                   |
| 20 | 2 juin 2023      | 978-4-08-883532-7 | 14 juin 2024     | 978-2-5051-2232-6 |
| Titre du volume : Le Pouvoir d'omnipotence (全能, Zennō)Liste des chapitres : - Chapitre 76 : Juste entre filles (女子の聖域, Joshi no Seiiki) - Chapitre 77 : Le temps presse (迫る時, Semaru Toki) - Chapitre 78 : Le Grand Imbécile (大馬鹿野郎, Ōbaka Yarō) - Chapitre 79 : Le Pouvoir d'omnipotence (全能, Zennō) - Chapitre 80 : Si c'était mon père…! (父ちゃんなら…!!, Tōchan nara...!!) |                  |                   |                  |                   |
| Ada invite Sarada et Sumire pour discuter entre filles, mais les deux jeunes kunoichi se rendent compte que le pouvoir de séduction de la première n'a aucun effet sur elles. De son côté, Kawaki informe Naruto et Hinata de sa décision de tuer à nouveau Boruto, si jamais son frère adoptif devient Momoshiki, et emprisonne le couple dans une dimension parallèle. Un peu plus tard, le jeune ninja de Konoha et lui se battent et Sarada s'en mêle. Boruto protège sa coéquipière d'une attaque de son frère adoptif, mais perd son œil droit. Après l'arrivée des autres ninjas du village, Kawaki est contraint de s'enfuir et Ada finit par le rejoindre. Lorsqu'il émet le souhait d'être à la place de Boruto, la jeune femme active inconsciemment son pouvoir d'omnipotence et les conséquences sont irrémédiables: à part Sarada et Sumire qui ont été épargnées, les souvenirs des ninjas du village sont complètement inversés vis-à-vis de Boruto et Kawaki, ce qui veut dire que le premier est le traître et le second le fils de Naruto. À cause de ce sort, Boruto est contraint de quitter le village, accompagné de son mentor Sasuke qui, malgré des doutes de ses souvenirs, respecte la volonté de sa fille. Ada s'excuse auprès de Boruto pour ce qui s'est passé, mais le jeune ninja compte bien devenir encore plus fort pour pouvoir changer les choses. |                  |                   |                  |                   |

#### Two Blue Vortex
| no | Japonais         | Japonais          | Français         | Français          |
| no | Date de sortie   | ISBN              | Date de sortie   | ISBN              |
| --- | ---------------- | ----------------- | ---------------- | ----------------- |
| 1 | 2 février 2024   | 978-4-08-883824-3 | 23 août 2024     | 978-2-5051-2334-7 |
| Titre du volume : Boruto (ボルト, Boruto) Couverture : Boruto assis avec le katana de Sasuke. Couverture blanche et bleu.Liste des chapitres : - Chapitre 1 : Boruto (ボルト, Boruto) - Chapitre 2 : Arbres (木, Ki) - Chapitre 3 : Uzuhiko (渦彦, Uzuhiko) - Chapitre 4 : L'éveil (覚醒, Kakusei) |                  |                   |                  |                   |
| 2 | 2 mai 2024       | 978-4-08-884073-4 | 31 janvier 2025  | 978-2-5051-2868-7 |
| Titre du volume : Là où est le soleil (太陽の行方, Taiyō no Yukue) Couverture : Sarada assise. Couverture blanche et rouge.Liste des chapitres : - Chapitre 5 : Cibles (目標, Tāgetto) - Chapitre 6 : Trois ans (3年, 3-Nen) - Chapitre 7 : Là où est le soleil (太陽の行方, Taiyō no Yukue) - Chapitre 8 : Une histoire sans importance (どうでもいい話, Dō demo ī Hanashi) |                  |                   |                  |                   |
| 3 | 4 septembre 2024 | 978-4-08-884178-6 | 20 juin 2025     | 978-2-5051-3008-6 |
| Titre du volume : Kyūbi (九尾, Kyūbi) Couverture : Himawari assise avec des queues de Kyûbi derrière elle. Couverture blanche et jaune.Liste des chapitres : - Chapitre 9 : Kyūbi (九尾, Kyūbi) - Chapitre 10 : Le facteur fondamental (因子, Inshi) - Chapitre 11 : Véritable (本気, Gachi) - Chapitre 12 : Togedama (棘魂, Togedama) |                  |                   |                  |                   |
| 4 | 4 février 2025   | 978-4-08-884361-2 | 1er janvier 2026 | 978-2-5051-3009-3 |
| Titre du volume : Les singularités du destin (運命の特異点, Unmei no Tokuiten) Couverture : Boruto assis du temps de l'entraînement avec Sasuke. Couverture blanche et violette.Liste des chapitres : - Chapitre 13 : Les dix directions (十方, Jippō) - Chapitre 14 : Le devoir (務め, Tsutome) - Chapitre 15 : Une vie pleine de vigueur (張りのある人生, Hari no aru Jinsei) - Chapitre 16 : Les singularités du destin (運命の特異点, Unmei no Tokuiten)                                       |                  |                   |                  |                   |
| 5 | 4 juillet 2025   | 978-4-08-884516-6 |                  |                   |
| Titre du volume : En raison de l'amour (愛ゆえに, Ai yueni) Couverture : Jura lisant son livre avec Matsuri, Ryu, Hidari et Mamushi. Couverture blanche et grise.Liste des chapitres : - Chapitre 17 : Les jeunes bêtes féroces (猛獣の子供, Mōjū no Kodomo) - Chapitre 18 : Si tu veux parler dans ton sommeil, dors d'abord (寝言は寝て言え, Negoto wa Neteie) - Chapitre 19 : Mon P'tit Konoha-Maru (木ノ葉丸ちゃん, Konohamaru-chan) - Chapitre 20 : En raison de l'amour (愛ゆえに, Ai yueni) |                  |                   |                  |                   |
| - |                  |                   |                  |                   |
| Liste des chapitres : - Chapitre 21 : Mangekyô Sharingan (万華鏡写輪眼, Mangekyo Sharingan) - Chapitre 22 : Jûra (十羅, Jûra) - Chapitre 23 : Le redoutable (強者, Tsuwamono) - Chapitre 24 : Kawaki Uzumaki (うずまきカワキ, Uzumaki Kawaki) - Chapitre 25 : À ces filles (あの娘達に, Ano musume-tachi nii) |                  |                   |                  |                   |

## Anime

### Série télévisée
En décembre 2016, l'adaptation en anime est annoncée lors du Jump Festa pour une diffusion à partir du 5 avril 2017 sur TV Tokyo. Dans les pays francophones, la série sera diffusée en simulcast une heure après la diffusion japonaise sur Anime Digital Network en VOSTFr.
En janvier 2017, il est annoncé que bien qu'il s'agisse d'une adaptation, l’anime possède plusieurs histoires inédites. En effet, alors que le manga lui commence peu avant l'examen chûnin où Boruto est un genin et a quitté l'Académie depuis longtemps (adaptation du film Boruto), l’anime commence par l'entrée à l'Académie de Boruto.
En février 2017, les nouveaux personnages principaux et le retour d'anciens protagonistes sont annoncés avec la distribution vocale originale.
En décembre 2017, il est annoncé que le film Boruto va avoir droit à son adaptation en anime. Il y aura de nouveaux éléments qui n'ont pas pu être mis dans le film original.
En décembre 2018, il est annoncé que la série de romans Naruto Nouvelle histoire (NARUTO -ナルト- 新伝, Naruto Shinden) (2018) va avoir droit à son adaptation en anime. À partir du 10 février 2019, l'adaptation du roman Naruto Nouvelle histoire : Journée parent et enfant (ナルト新伝 親子の日, Naruto Shinden: Oyako no hi) a été diffusée durant 3 semaines.
En avril 2019, l'adaptation du roman Konoha, Nouvelle histoire : Les Parchemins ninja de vapeur (木ノ葉新伝 湯煙忍法帖日, Konoha Shinden: Yukemuri ninpōchō) est ensuite annoncé et sera diffusé à partir du 12 mai 2019.
En septembre 2019, il est annoncé dans le magazine V Jump no 11 qu'à l'occasion des 20 ans de la franchise Naruto, un arc spécial sur Boruto rencontrant Naruto enfant, pour octobre 2019.
En janvier 2023, l'anime adapte le roman Sasuke Retsuden: Uchiha no Matsuei to Tenkyū no Hoshikuzu.

#### Fiche technique de l’anime
- Titre original : BORUTO-ボルト- -NARUTO NEXT GENERATIONS- (Boruto: Naruto Nekusuto Jenerēshonzu)
- Titre international : Boruto: Naruto Next Generations
- Réalisation : Noriyuki Abe (Réalisateur général) (#1–104), Hiroyuki Yamashita (#1–66), Toshirō Fujii (#67–104) et Masayuki Kōda (#105–)
- Scénario : Ukyō Kodachi (Supervision du scénario), Makoto Uezu (#1–66) et Masaya Honda (#67–) (d'après le manga du même nom de Ukyō Kodachi)
- Character designer : Tetsuya Nishio et Hirofumi Suzuki
- Production : Studio Pierrot
- Studio d'animation : Studio Pierrot
- Sociétés de production : TV Tokyo
- Pays d'origine :  Japon
- Langue originale : Japonaise
- Genre : Aventure, fantastique, comédie, action
- Durée : 24 minutes
- Nombre d'épisodes, licence et date de première diffusion :

 version japonaise :
293 (terminé), licence Aniplex, du 5 avril 2017 au 26 mars 2023 sur TV Tokyo
 version française :
293 (terminé), licence Anime Digital Network, en simulcast du 5 avril 2017 au 26 mars 2023 (en VOSTFr H+1)
293 (terminé), licence Anime Digital Network (en VF)
293 (terminé), licence Kana Home Video, depuis le 28 mai 2018 sur Game One (en VF), depuis le 1er mai 2019 sur Netflix et depuis septembre 2022 sur la plateforme MyTF1 (en VF).

#### Diffusions
Au Japon, la série est diffusée depuis le mercredi 5 avril 2017, au rythme d'un épisode par semaine à 17 h 55 JST sur la chaîne TV Tokyo. À partir du 3 mai 2018 (soit à partir de l'épisode 56), elle est diffusée le jeudi à 19 h 25 JST sur la même chaîne.
À partir du 7 octobre 2018 (soit à partir de l'épisode 76), elle est diffusée le dimanche à 17 h 30 JST sur la même chaîne. La première partie prend fin le 26 mars 2023.
En France, la série est diffusée depuis le lundi 28 mai 2018 sur la chaîne Game One en VF, du lundi au vendredi à 11 h 5 et 18 h 25. Les 15 premiers épisodes ont été diffusés jusqu'au 8 juin 2018. Les épisodes 16 à 30 ont été diffusés du 22 octobre 2018 au 9 novembre 2018, du lundi au vendredi à 12 h 5 et 18 h. Les épisodes 31 à 80 ont été diffusés du 25 novembre 2019 au 29 janvier 2020. Les épisodes 81 à 120 ont été diffusés du 31 août 2020 au 23 octobre 2020, à l'exception de l'épisode 88 qui n'a pas été diffusé en raison d'une erreur de programmation, sur la même chaîne. Des épisodes inédits sont diffusés à partir du 25 octobre 2021 sur Game One. Les épisodes 160 à 204 sont diffusés sur cette même chaine à partir du 29 août 2022. La plateforme ADN a mis à disposition les épisodes 199 à 211 en VF le 18 octobre 2022, puis les épisodes 212 à 225 en VF en décembre 2022 , devançant la chaine Game One pour la première fois sur la diffusion de la VF de la série. À partir du 18 septembre 2023, Game One reprend la diffusion des inédits à partir des épisodes 205 à 225. Le 15 mars 2024, la plateforme ADN met a disposition en VF les épisodes 226 à 240, puis le 15 avril 2024 les épisodes 241 à 255, suivi le 15 mai les épisodes 256 à 267, ensuite le 15 juin de 268 à 279 enfin le 15 juillet de 280 à 293. À partir du 6 mai 2024, Game One reprend la diffusion des inédits de l'épisode 226 jusqu'à l'épisode 255, puis à partir du 2 septembre, diffuse les derniers épisodes (256 à 293) .

#### Musique
Générique de début
Épisodes 1 à 26 : Baton Road (バトンロード, Baton Rōdo) de KANA-BOON (en)
Épisodes 27 à 51 : OVER de Little Glee Monster
Épisodes 52 à 75 : It's All in the Game de Qyoto
Épisodes 76 à 100 : Lonely Go! de Brian the Sun
Épisodes 101 à 126 : Golden Time (ゴールデンタイム, Gōrudentaimu) de Fujifabric (フジファブリック, Fujifaburikku)
Épisodes 127 à 150 : Teenage Dream (ティーンエイジドリーム, Tīneiji Dorīmu) de miwa
Épisodes 151 à 180 : Hajimatteiku Takamatteiku (はじまっていく　たかまっていく) de Sambomaster (サンボマスター, Sanbomasutā)
Épisodes 181 à 205 : Baku de Ikimono Gakari
Épisodes 206 à 230 : Gamushara de CHiCO with HoneyWorks
Épisodes 231 à 255 : GOLD de Flow
Épisodes 256 à 281 : Kirarirari (きらりらり, Kirarirari) de KANA-BOON (en)
Épisodes 282 à 293 : Shukuen (宿縁, Shukuen) de Asian Kung-Fu Generation
Générique de fin
Épisodes 1 à 13 : Dreamy Journey (ドリーミージャーニー, Dorīmī Jānī) de The Peggies
Épisodes 14 à 26 : Sayonara Moon Town (サヨナラムーンタウン, Sayonara Mūn Taun) de Scenario Art (シナリオアート, Shinario Āto)
Épisodes 27 à 39 : Boku wa Hashiri Tsuzukeru (僕は走り続ける) de MELOFLOAT (メロフロート, Merofurōto)
Épisodes 40 à 51 : Denshin Tamashī (デンシンタマシイ) de Game Jikkyōsha Wakuwaku Band (ゲーム実況者わくわくバンド, Gēmu Jikkyō-sha Wakuwaku Bando)
Épisodes 52 à 63 : Kachō Fūgetsu (花鳥風月) de Coala Mode (コアラモード., Koara Mōdo.)
Épisodes 64 à 75 : Laika (ライカ, Raika) de Bird Bear Hare and Fish
Épisodes 76 à 87 : Polaris (ポラリス, Porarisu) de Hitorie (ヒトリエ)
Épisodes 88 à 100 : Tsuyogari LOSER (強がりLOSER) de ЯeaL
Épisodes 101 à 113 : Ride or Die de Skypeace (スカイピース, Sukaipīsu)
Épisodes 114 à 126 : Mikanseina Hikaritachi (未完成な光たち) de Haruka Fukuhara (福原 遥, Fukuhara Haruka)
Épisodes 127 à 138 : Wish on de LONGMAN
Épisodes 139 à 150 : Fireworks de FlowBack
Épisodes 151 à 167 : Maybe I de Seven Billion Dots
Épisodes 168 à 180 : Central (セントラル, Sentoraru) de Ami Sakaguchi (坂口 有望, Sakaguchi Ami)
Épisodes 181 à 192 : Answers de Mol-74
Épisodes 193 à 205 : Kimi ga Ita Shirushi de Halca
Épisodes 206 à 218 : Who are you ? de Pelican Fanclub
Épisodes 219 à 230 : Prologue de J01
Épisodes 231 à 242 : VOLTAGE de Anly
Épisodes 243 à 255 : Twilight Fuzz de THIS IS JAPAN
Épisodes 256 à 268 : Bibōroku (ビボウロク, Bibōroku) de Lenny Code Fiction
Épisodes 269 à 281 : Ladder de Anonymouz
Épisodes 282 à 293 : Mata ne (またね, Mata ne) de Humbreaders

### Film
Boruto : Naruto, le film est sorti le 7 août 2015 et le 16 septembre 2015 dans les salles françaises en VOSTFr.

### OAV
- Le Jour où Naruto est devenu Hokage, inclus dans les éditions limitées des coffrets DVD et Blu-ray du film Boruto[48]. Cet OAV a été adapté partiellement dans l'épisode 18 de l’anime.
- OAV 2, présenté au Jump Festa 2016 puis sorti avec le jeu Naruto Shippuden: Ultimate Ninja Storm Legacy[49].

### Doublage
- Version française
  - Société de doublage : Studio Chinkel[50]
  - Direction artistique : Julie Basecqz[50]
  - Adaptation des dialogues : Marie-Line Furlan, Julie Leroy et Joffrey Grosdidier[50]
  - Ingénieur du son : Fabrizio de Patre, Benjamin Remize[50]
  - Mixage : Julien Campuzano[50]

Source : version française (VF) sur Anime News Network

## Produits dérivés

### Romans
Une série de romans adaptant différents arcs de l’anime est écrite par Kō Shigenobu (roman 1-3 et 5) et Miwa Kiyomune (roman 4). Elle est traduite en français par Kana.
- Le premier tome, Seiten o kakeru aratana Konoha-tachi! (青天を翔る新たな木の葉たち!?, littéralement « Les nouveaux ninjas de Konoha volant dans le ciel bleu ! »), est sorti le 2 mai 2017 au Japon[52] et le 7 septembre 2018 en France sous le nom : La Nouvelle Génération prend son envol[53].
- Le deuxième tome, Kage kara no yobigoe! (影からの呼び声!?, littéralement « Un appel venu des ombres ! »), est sorti le 4 juillet 2017 au Japon[54] et le 9 novembre 2018 en France sous le nom : L'appel de l'ombre[55].
- Le troisième tome, Shinobi no yoru o terasu mono! (忍の夜を照らす者!?, littéralement « Ceux qui illuminent la nuit d'un shinobi ! »), est sorti le 4 septembre 2017 au Japon[56] et le 15 février 2019 en France sous le nom : Celui qui éclaire la nuit ![57]. Les trois premiers tomes reprennent le premier arc de l’anime, soit les épisodes 1 à 15.
- Le quatrième tome, Shūgakuryokō Keppūroku! (修学旅行血風録!?), est sorti le 2 novembre 2017 au Japon[58] et le 6 mars 2020 en France sous le nom : Voyage scolaire sanglant ![59]. Il correspond à l'arc du voyage scolaire au village de Kiri, soit les épisodes 25 à 31.
- Le cinquième tome, Ninja akademī saigo no hi! (忍者学校最後の日!?, littéralement « Le dernier jour à l'académie ninja !  »), est sorti le 4 janvier 2018 au Japon[60] et le 4 septembre 2020 en France sous le nom : Le dernier jour à l'académie des ninjas ![61]. Il adapte l'épisode de l’examen Genin, soit les épisodes 35 à 37.

### Série dérivée
Une série dérivée parodique, Boruto: Saikyo Dash Generations (Boruto-ボルト- -Saikyo dash generations-, Boruto: Saikyō Dasshu Jenerēshonzu), écrite par Kenji Taira, est publiée depuis mars 2017 dans le magazine Saikyō Jump.
- Le premier tome, Uzumaki Boruto!! (うずまきボルト!!?, littéralement « Uzumaki Boruto !! »), est sorti le 4 décembre 2018 au Japon[62].
- Le deuxième tome, Sasuke to Ilyan (サスケとボルト!!?, littéralement « Sasuke et Boruto !! »), est sorti le 4 juin 2019 au Japon[63].
- Le troisième tome, Dainanahan bāsasu dainanahan!! (第七班VS第七班!!?, littéralement « La septième équipe contre la septième équipe !! »), est sorti le 13 mai 2020 au Japon[64].

### Édition japonaise
1. 1 2 3  « Tome 1 » [archive] sur Books.shueisha.co.jp
2. 1 2  « Tome 2 » [archive] sur Books.shueisha.co.jp
3. 1 2  « Tome 3 » [archive] sur Books.shueisha.co.jp
4. 1 2  « Tome 4 » [archive] sur Books.shueisha.co.jp
5. 1 2  « Tome 5 » [archive] sur Books.shueisha.co.jp
6. 1 2  « Tome 6 » [archive] sur Books.shueisha.co.jp
7. 1 2  « Tome 7 » [archive] sur Books.shueisha.co.jp
8. 1 2  « Tome 8 » [archive] sur Books.shueisha.co.jp
9. 1 2  « Tome 9 » [archive] sur Books.shueisha.co.jp
10. 1 2  « Tome 10 » [archive] sur Books.shueisha.co.jp
11. 1 2  « Tome 11 » [archive] sur Books.shueisha.co.jp
12. 1 2  « Tome 12 » [archive] sur Books.shueisha.co.jp
13. 1 2  « Tome 13 » [archive] sur Books.shueisha.co.jp
14. 1 2  « Tome 14 » [archive] sur Books.shueisha.co.jp
15. 1 2  « Tome 15 » [archive] sur Books.shueisha.co.jp
16. 1 2  « Tome 16 » [archive] sur Books.shueisha.co.jp
17. 1 2  « Tome 17 » [archive] sur Books.shueisha.co.jp
18. 1 2  « Tome 18 » [archive] sur Books.shueisha.co.jp
19. 1 2  « Tome 19 » [archive] sur Books.shueisha.co.jp
20. 1 2  « Tome 20 » [archive] sur Books.shueisha.co.jp
21. 1 2  « Boruto: Two Blue Vortex Tome 1 » sur Books.shueisha.co.jp
22. 1 2  « Boruto: Two Blue Vortex Tome 2 » sur Books.shueisha.co.jp
23. 1 2  « Boruto: Two Blue Vortex Tome 3 » sur Books.shueisha.co.jp
24. 1 2  « Boruto: Two Blue Vortex Tome 4 » sur Books.shueisha.co.jp
25. 1 2  « Boruto: Two Blue Vortex Tome 5 » sur Books.shueisha.co.jp

### Édition française
1. 1 2 3  « Boruto: Naruto Next Generations Tome 1 » [archive], sur Kana.fr.
2. 1 2  « Boruto: Naruto Next Generations Tome 2 » [archive], sur Kana.fr.
3. 1 2  « Boruto: Naruto Next Generations Tome 3 » [archive], sur Kana.fr.
4. 1 2  « Boruto: Naruto Next Generations Tome 4 » [archive], sur Kana.fr.
5. 1 2  « Boruto: Naruto Next Generations Tome 5 » [archive], sur Kana.fr.
6. 1 2  « Boruto: Naruto Next Generations Tome 6 » [archive], sur Kana.fr.
7. 1 2  « Boruto: Naruto Next Generations Tome 7 » [archive], sur Kana.fr.
8. 1 2  « Boruto: Naruto Next Generations Tome 8 » [archive], sur Kana.fr.
9. 1 2  « Boruto: Naruto Next Generations Tome 9 » [archive], sur Kana.fr.
10. 1 2  « Boruto: Naruto Next Generations Tome 10 » [archive], sur Kana.fr.
11. 1 2  « Boruto: Naruto Next Generations Tome 11 » [archive], sur Kana.fr.
12. 1 2  « Boruto: Naruto Next Generations Tome 12 » [archive], sur Kana.fr.
13. 1 2  « Boruto: Naruto Next Generations Tome 13 » [archive], sur Kana.fr.
14. 1 2  « Boruto: Naruto Next Generations Tome 14 » [archive], sur Kana.fr.
15. 1 2  « Boruto: Naruto Next Generations Tome 15 » [archive], sur Kana.fr.
16. 1 2  « Boruto: Naruto Next Generations Tome 16 » [archive], sur Kana.fr.
17. 1 2  « Boruto: Naruto Next Generations Tome 17 » [archive], sur Kana.fr.
18. 1 2  « Boruto: Naruto Next Generations Tome 18 » [archive], sur Kana.fr.
19. 1 2  « Boruto: Naruto Next Generations Tome 19 » [archive], sur Kana.fr.
20. 1 2  « Boruto: Naruto Next Generations Tome 20 » [archive], sur Kana.fr.
21. 1 2  « Boruto: Two Blue Vortex Tome 1 », sur Kana.fr
22. 1 2  « Boruto: Two Blue Vortex Tome 2 », sur Kana.fr
23. 1 2  « Boruto: Two Blue Vortex Tome 3 », sur Kana.fr
24. 1 2  « Boruto: Two Blue Vortex Tome 4 », sur Kana.fr